# محمد الطباطبائي
محمد الطباطبائي المعروف أیضًا باسم محمد السنكلجي (22 ديسمبر 1842 - 28 يناير 1920) کان أحد قادة الثورة الدستوریة في إيران، التي أنتجت في العقد الأول من القرن العشرين النظام الدستوري يجعل القرار السياسي في البلاد مشروطًا بموافقة البرلمان ومطابقته للشريعة الإسلامية، وهي إنجازات كانت غير مسبوقة في الشرق الاوسط. فهو لعب دورًا ھاما في الأحداث السياسية وإرساء الديموقراطية في إيران.
توفي السيد الطباطبائي عن عمرٍ يناهز 77 عامًا ودفن في مقبرة الشاه عبد العظيم الحسني في الري.

## حياته
ولد السيد محمد الطباطبائي عام 1258هـ في كربلاء، كان والده سيد صادق الطباطبائي، من علماء الدين في عهد ناصر الدين شاه قاجار.
انتقل إلی طهران عندما كان عمر إبنه ثمانية عاما. بدأ سيد محمد دراسة العلوم الإسلامية علی يد والده وسائر علماء وقته. ثم انتقل إلی سامراء وأكمل دراسته عند محمد حسن الشيرازي. وفي عام 1303هـ عاد إلى طهران بطلب من أستاذه الميرزا الشيرازي وذلك بسبب معرفته بالمسائل السياسية.

## دوره في الثورة الدستورية
في عام 1901م إنطلقت الثورة الدستورية في إيران لتشكيل نظاما من الملكية الدستورية مع برلمان ينهي إستبداد الملك ويجعل القرار السياسي في البلاد مشروطا بموافقة البرلمان ومطابقته للشريعة الإسلامية. وتزعم رجال الدين تلك الثورة وكان في مقدمتهم السيد محمد الطباطبائي وعبد الله البهبهاني، وذلك بدعم المرجعية الدينية في النجف.
فقد دوّن السيد الطباطبائي في مذكراته ما نصه: «جئت إلی طهران عام 1894 ومنذ دخولي اليها كنت بصدد تأسيس مشروطة في إيران وتأليف مجلس شوری شعبي وكنت أتحدث من علی المنبر عن هذين الأمرين».
كان ناصر الدين شاه يعارض هذه الأفكار بشدة، ولكن بعد ان اغتيل برصاص أحد أتباع السيد جمال الدين الافغاني، تسلم عرش إيران ولده مظفر الدين شاه، فكان ضعيفا فتفشی الفساد في الوضع الإداري وتصاعدت الازمة الاقتصادية كما ازداد نفوذ رجال الأعمال الاجانب عن طريق حصولهم على الامتيازات الاجنبية. فبدأت المطالبة الشعبية بالإصلاح الإداري ثم تفاقم الوضع وتصدی السيد محمد الطباطبائي وعبد الله البهبهاني والشيخ فضل الله النوري قيادة المعارضة. وفي عام 1905 قرر العلماء الثلاثة الاعتصام في مرقد الشاه عبد العظيم بطهران واعلان مطاليبهم السياسية من هناك.
وقف عين الدولة رئيس الوزراء آنذاك امامهم بشدة ونفذ عدة محاولات عسكرية لضرب المتحصنين وأمر بالقبض علی السيد طباطبائي فحصل اصطدام بين الجنود والأهالي وسقط فيه عدد من القتلی. ثم قرر العلماء الثلاثة وأتباعهم الهجرة إلی قم والتحصن من جديد هناك. حتی في جمادي الآخر عام 1906 انتهی الأمر، اذ استجاب الشاه لمطالبهم باقرار النظام الدستوري في البلاد وعزل رئيس الوزراء عين الدولة. ففي الشهر اللاحق اجريت انتخابات لتعيين نواب المجلس الذي يفتتح بعد شهرين من الانتخابات.
بعد وفاة مظفر الدين الشاه قام إبنه محمد علي شاه بضرب المجلس بالمدفعية وقتل من يعترض عمله في يوليو 1908. ثم أمر بالقبض علی السيد الطباطبائي ونفيه إلی خراسان. لكن بعد أن أصدر كبار رجال الدين الفتوی ضد الشاه أشعلت الثورة في الكثير من المدن وبعد أن انتصرت القوات الوطنية عاد السيد طباطبائي إلی طهران.

## وفاته
توفي السيد الطباطبائي في طهران عام 1920، عن عمر يناهز 77 عاما. ودفن في مقبرة الشاه عبد العظيم الحسني في الري.